# AGARUTV
AGARUTV（アガるTV、アガルティーヴィー）は、かつて存在したPC・スマートフォン向けのインターネット放送局。株式会社Wanapsが運営していた。